# Adolphe Jérôme Blanqui
Adolphe Jérôme Blanqui (Nizza, 1798. november 21. – Párizs, 1854. január 28.) francia közgazdász, nemzetgazdasági író, Louis Auguste Blanqui politikus bátyja.

## Élete
1825-ben a párizsi kereskedelmi akadémia tanárává nevezték ki és 1830-ban ennek az intézetnek igazgatója lett. 1833-ban a Conservatoire national des arts et métiers nemzetgazdasági tanszékén foglalta el Say J. B. helyét, akinek iskolájából valónak vallotta magát. 
1846-ban és 1848-ban képviselő volt, majd nagyobb utazásokat tett, részben az akadémia megbízásából, és utazásainak eredményét több munkában adta ki. (Voyage à Madrid 1826, La Corse en 1839, L' Algérie en 1839, Voyage en Bulgarie en 1841, L'Espagne en 1846). 
Mint nemzetgazdasági írónak legismertebb a Histoire de l' économie politique en Europe (2 kötet, 1879) c. műve, melyben úgy mint későbbi, főként a munkáskérdést tárgyaló írásaiban is (így Les classes ouvrières en France, 2 kötet, 1848) világos, átható magyarázóképességével tűnik ki, bár hajlamos a paradoxonokra. Blanqui később eltért Say tanaitól, Saint-Simon tanai felé hajlott és a Producteurbe is írt cikkeket.